# Ducado de Morella

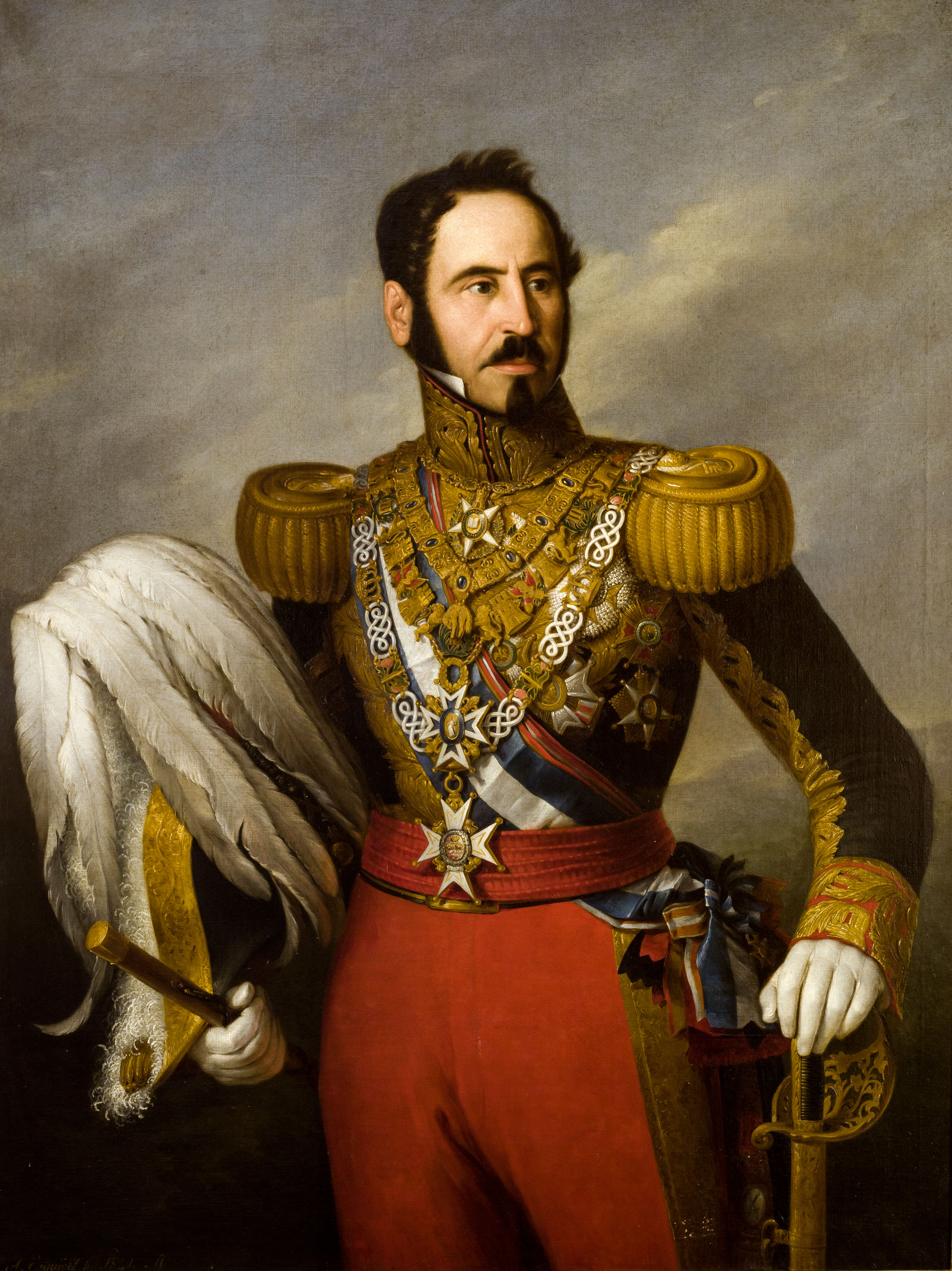
Baldomero Espartero, I duque de la Victoria, I duque de Morella, I conde de Luchana, I vizconde de Banderas, I Príncipe de Vergara.

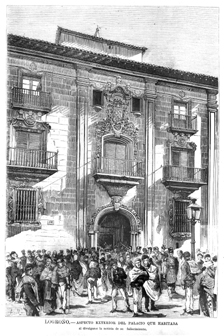
Palacio de Baldomero Espartero, en la ciudad de Logroño (La Rioja).

Escudo de Morella, provincia de Castellón.

El ducado de Morella con grandeza de España fue un título nobiliario español creado en el reinado de Isabel II de España por su madre la reina regente María Cristina de Borbón-Dos Sicilias, con carácter vitalicio, el 4 de junio de 1840 (R.D. de 3 de junio de 1840), a favor del Capitán General Joaquín Baldomero Fernández-Espartero Álvarez de Toro.
Baldomero Espartero era hijo de Manuel Antonio Fernández Espartero y Cañadas y de Josefa Vicenta Álvarez de Toro y Molina.

## Denominación
Su denominación hace referencia a la localidad de Morella, en la provincia de Castellón.

## Antecedentes
Baldomero Espartero sobresalió como militar en las guerras carlistas con victorias importantes, como la obtenida en Luchana, que le valió los títulos de conde de Luchana y vizconde de Banderas (ambos concedidos el 27 de marzo de 1837).
La firma de la Paz de Vergara que puso fin a la guerra contra los carlistas del norte de España, que le valió el título de duque de la Victoria (concedido el 14 de diciembre de 1839), y más tarde por la derrota de los últimos carlistas en Morella (Castellón), se le concedió el ducado de Morella.
Además de capitán general de los Reales Ejércitos, fue presidente del Consejo de Ministros, en dos ocasiones, regente del reino, en sustitución de María Cristina de Borbón-Dos Sicilias, y ya retirado de la vida política en su palacio de Logroño, (La Rioja), y estando España sin rey por la destitución de Isabel II en 1868, se le ofreció la corona de España, que rechazó, con buen juicio, pues consideraba absurdo ser «Baldomero I» e iniciar una nueva dinastía, precisamente él, que no tenía descendientes, ya que carecía de hijos que le sucedieran.
Se opuso a la elección de un príncipe extranjero para asumir la corona de España, pero el Congreso de los Diputados y el empeño del General Prim hicieron que la corona recayese, finalmente, en Amadeo de Saboya, duque italiano de Aosta, quien siendo ya rey de España le visitó en Logroño y le concedió el 21 de enero de 1872 el título de príncipe de Vergara con carácter vitalício, pero con tratamiento de «Alteza Real».

## Duques de Morella
|                                                                            | Titular                                                                    | Periodo                                                                    |
| Creación por Isabel II (Regencia de María Cristina de Borbón-Dos Sicilias) | Creación por Isabel II (Regencia de María Cristina de Borbón-Dos Sicilias) | Creación por Isabel II (Regencia de María Cristina de Borbón-Dos Sicilias) |
| -------------------------------------------------------------------------- | -------------------------------------------------------------------------- | -------------------------------------------------------------------------- |
| I                                                                          | Joaquín Baldomero Fernández-Espartero Álvarez de Toro                      | 1840-1879                                                                  |
| Único titular                                                              |                                                                            |                                                                            |

## Historia de los duques de Morella
- Joaquín Baldomero Fernández-Espartero Álvarez de Toro (1793-1879), I duque de Morella, I duque de la Victoria, I conde de Luchana, I vizconde de Banderas, I Príncipe de Vergara (con tratamiento de «Alteza Real»), caballero de la Orden del Toisón de Oro.

Casó con María Jacinta Martínez de Sicilia y Santa Cruz. Sin descendientes.

## Sucesores
Al no tener hijos Baldomero Espartero, su heredera fue su sobrina, hija única de su hermano Francisco Fernández-Espartero y Álvarez de Toro, Eladia Fernández de Espartero y Blanco, quien fue II duquesa de la Victoria, II condesa de Luchana. No heredó los títulos de duquesa de Morella, ni princesa de Vergara, por ser estos dos títulos personales y vitalicios.
Casó con Cipriano Segundo Montesino y Estrada. Le sucedió su hijo:
- Luis Montesino Estrada y Espartero Blanco (1868-..). En el reinado de Alfonso XIII, la reina regente María Cristina de Habsburgo-Lorena le concedió el marquesado de Morella el 18 de abril de 1898, por lo que fue I marqués de Morella.

Casó con Ana Averly y Lassalle, sucediéndole su hijo:
- José Luis Montesino-Espartero y Averly (1901-1972), IV duque de la Victoria, IV conde de Luchana, II marqués de Morella.

Casó con María del Carmen Juliá y Bacardí.
Distribuyó los títulos entre sus hijos: 
1. Pablo Montesino-Espartero y Juliá, V duque de la Victoria.
2. Luis Montesino-Espartero y Juliá, III marqués de Morella.
3. Camilo Montesino-Espartero y Juliá, V conde de Luchana.